# Parshall
Parshall è un centro abitato (city) degli Stati Uniti d'America, situato nella Contea di Mountrail nello Stato del Dakota del Nord. Nel censimento del 2000 la popolazione era di 981 abitanti. La città è stata fondata nel 1914.

## Geografia fisica
Secondo i rilevamenti dell'United States Census Bureau, la località di Parshall si estende su una superficie di 1,40 km², tutti occupati da terre.

## Popolazione
Secondo il censimento del 2000, a Parshall vivevano 981 persone, ed erano presenti 240 gruppi familiari. La densità di popolazione era di 697 ab./km². Nel territorio comunale si trovavano 392 unità edificate. Per quanto riguarda la composizione etnica degli abitanti, il 41,79% era bianco, lo 0,31% era afroamericano e il 54,54% era nativo. L'1,22% apparteneva ad altre razze, mentre il 2,14% apparteneva a due o più. La popolazione di ogni razza ispanica corrispondeva all'1,29% degli abitanti.
Per quanto riguarda la suddivisione della popolazione in fasce d'età, il 33,1% era al di sotto dei 18, l'8,3% fra i 18 e i 24, il 23,4% fra i 25 e i 44, il 16,8% fra i 45 e i 64, mentre infine il 18,3% era al di sopra dei 65 anni di età. L'età media della popolazione era di 33 anni. Per ogni 100 donne residenti vivevano 91,2 maschi.